# سيدي (مسلسل)
سيدي (بالكورية: 나의 아저씨)؛ هو مسلسل تلفزيوني كوري جنوبي من بطولة لي سون-كيون وآي يو، عرض على قناة تي في إن من 21 مارس حتى 17 مايو 2018.
تلقت الدراما إشادة من النقاد، حيث فازت بجائزة أفضل دراما في حفل توزيع جوائز بيكسانغ للفنون.

## القصة
هذه الدراما قصة ثلاثة اخوة في منتصف العُمر، يتحملون أعباء الحياة وقصة امرأة قويّة قاسية القلب كانت تعيش حياة صعبة بمفردها، حيث يتشاركون في علاج جِراح ماضيهم.

## الاستقبال
تلقت الدراما إشادة من النقاد لسيناريوها وإخراجها. تلقى طاقم التمثيل بالمثل أيضا حيث تم الثناء على أدائهم من قبل النقاد والمشاهدين، كما حصدت الدراما كثير من الجوائز .

### المشاهدات
تم بث هذا المسلسل على تي في ان، وهي قناة كابل / تلفزيون مدفوعة (اشتراك) والتي عادة ما يكون لديها جمهور أصغر نسبيًا مقارنةً بالمحطات التلفزيونية / العامة (KBS و SBS و MBC و EBS)، حققت الدراما نجاحًا نقديًا وتجاريًا، حيث تصدرت باستمرار تقييمات مشاهدة تلفزيون الكابل في فترتها الزمنية (لايشمل القنوات العامة)، سجلت الحلقة الأخيرة نسبة 7.352٪ بحوالي 1.6 مليون مشاهدة على مستوى البلاد وفقًا لوكالة نيلسن للاحصائيات، مما يجعلها واحدة من انجح الأعمال الدراميه على القنوات الكابل (التلفزيون المدفوع أو الخاصة)، كما تصدرت تصنيفات مؤشر قوة المحتويات (CPI).
| الموسم | الموسم | رقم الحلقة | رقم الحلقة | رقم الحلقة | رقم الحلقة | رقم الحلقة | رقم الحلقة | رقم الحلقة | رقم الحلقة | رقم الحلقة | رقم الحلقة | رقم الحلقة | رقم الحلقة | رقم الحلقة | رقم الحلقة | رقم الحلقة | رقم الحلقة | المتوسط |
| الموسم | الموسم | 1          | 2          | 3          | 4          | 5          | 6          | 7          | 8          | 9          | 10         | 11         | 12         | 13         | 14         | 15         | 16         | المتوسط |
| ------ | ------ | ---------- | ---------- | ---------- | ---------- | ---------- | ---------- | ---------- | ---------- | ---------- | ---------- | ---------- | ---------- | ---------- | ---------- | ---------- | ---------- | ------- |
|        | 1      | 0.867      | 0.846      | 0.743      | 0.719      | 0.818      | 0.925      | 0.981      | 1.148      | 1.054      | 1.233      | 0.950      | 1.260      | 1.269      | 1.364      | 1.322      | 1.600      | 1.069   |

| الحلقة  | تاريخ البث    | إيه جي بي نيلسن   | إيه جي بي نيلسن | تقييمات TNmS      |
| الحلقة  | تاريخ البث    | على الصعيد الوطني | سيول            | على الصعيد الوطني |
| ------- | ------------- | ----------------- | --------------- | ----------------- |
| 1       | 21 مارس 2018  | 3.923٪            | 4.467٪          | 4.6٪              |
| 2       | 22 مارس 2018  | 4.133٪            | 4.786٪          | 4.1٪              |
| 3       | 28 مارس 2018  | 3.373٪            | 4.102٪          | 3.9٪              |
| 4       | 29 مارس 2018  | 3.611٪            | 3.851٪          | 4.3٪              |
| 5       | 4 أبريل 2018  | 3.936٪            | 4.838٪          | 3.7٪              |
| 6       | 5 أبريل 2018  | 4.038٪            | 4.468٪          | 4.6٪              |
| 7       | 11 أبريل 2018 | 4.487٪            | 5.234٪          | 4.7٪              |
| 8       | ١٢ أبريل ٢٠١٨ | 5.313٪            | 5.671٪          | 4.6٪              |
| 9       | 18 أبريل 2018 | 4.803٪            | 5.413٪          | 3.8٪              |
| 10      | 19 أبريل 2018 | 5.824٪            | 6.472٪          | 5.6٪              |
| 11      | 25 أبريل 2018 | 4.965٪            | 5.926٪          | 4.6٪              |
| 12      | 26 أبريل 2018 | 6.035٪            | 6.572٪          | 5.5٪              |
| 13      | 9 مايو 2018   | 5.635٪            | 6.227٪          | 5.3٪              |
| 14      | 10 مايو 2018  | 6.468٪            | 7.374٪          | 5.5٪              |
| 15      | 16 مايو 2018  | 5.819٪            | 6.221٪          | 5.7٪              |
| 16      | 17 مايو 2018  | 7.352٪            | 8.170٪          | 7.2٪              |
| المتوسط | المتوسط       | 4.982٪            | 5.612٪          | 4.9٪              |

## الإنتاج
تمت قراءة السيناريو الأول في 18 ديسمبر 2017.
في 19 فبراير 2018 ، تم التأكيد على انسحاب نا مون هي من الدراما بسبب تعارض جدول اعمالها وتم استبدالها بـالممثلة جو دو-شيم.
في 28 فبراير 2018 ، تم التأكيد استبعاد «أوه دال سو» من الدراما بعد مزاعم الاعتداء الجنسي. وحل محله الممثل بارك هو سان.

## روابط خارجية
سيدي على موقع IMDb (الإنجليزية)
- سيدي على موقع نتفليكس (الإنجليزية)
- سيدي على موقع كينوبويسك (الروسية)
- سيدي على موقع ألو سيني (الفرنسية)
- سيدي على موقع قاعدة بيانات الفيلم (الإنجليزية)